# Suisse aux Jeux olympiques d'hiver de 1952
Cet article contient des informations sur la participation et les résultats de la Suisse aux Jeux olympiques d'hiver de 1952, qui ont eu lieu à Oslo en Norvège.

## Médaillés
| Médaille | Nom                                                           | Sport     | Épreuve      |
| -------- | ------------------------------------------------------------- | --------- | ------------ |
| Bronze   | Fritz Feierabend Stephan Waser                                | Bobsleigh | Bob à deux   |
| Bronze   | Fritz Feierabend Albert Madörin André Filippini Stephan Waser | Bobsleigh | Bob à quatre |

## Résultats

### Ski alpin
| Athlète           | Épreuve      | Course 1     | Course 1 | Course 2     | Course 2     | Total        | Total        |
| Athlète           | Épreuve      | Temps        | Rang     | Temps        | Rang         | Temps        | Rang         |
| ----------------- | ------------ | ------------ | -------- | ------------ | ------------ | ------------ | ------------ |
| Bernhard Perren   | Descente     |              |          |              |              | 2 min 46 s 1 | 26           |
| Gottlieb Perren   | Descente     |              |          |              |              | 2 min 37 s 1 | 10           |
| Georges Schneider | Descente     |              |          |              |              | 2 min 37 s 0 | 9            |
| Fredy Rubi        | Descente     |              |          |              |              | 2 min 32 s 5 | 4            |
| Fredy Rubi        | Slalom géant |              |          |              |              | 2 min 34 s 0 | 12           |
| Fernand Grosjean  | Slalom géant |              |          |              |              | 2 min 33 s 8 | 11           |
| Bernhard Perren   | Slalom géant |              |          |              |              | 2 min 33 s 1 | 8            |
| Georges Schneider | Slalom géant |              |          |              |              | 2 min 31 s 2 | 5            |
| Georges Schneider | Slalom       | 1 min 11 s 5 | 48       | Non qualifié | Non qualifié | Non qualifié | Non qualifié |
| Fredy Rubi        | Slalom       | 1 min 03 s 6 | 17 Q     | 59 s 7       | 1            | 2 min 03 s 3 | 7            |
| Bernhard Perren   | Slalom       | 1 min 03 s 4 | 16 Q     | 1 min 06 s 7 | 24           | 2 min 10 s 1 | 21           |
| Franz Bumann      | Slalom       | 1 min 02 s 7 | 15 Q     | 1 min 02 s 1 | 7            | 2 min 04 s 8 | 10           |

| Athlète                  | Épreuve      | Course 1     | Course 1 | Course 2     | Course 2 | Total        | Total |
| Athlète                  | Épreuve      | Temps        | Rang     | Temps        | Rang     | Temps        | Rang  |
| ------------------------ | ------------ | ------------ | -------- | ------------ | -------- | ------------ | ----- |
| Silvia Glatthard         | Descente     |              |          |              |          | 1 min 54 s 9 | 15    |
| Idly Walpoth             | Descente     |              |          |              |          | 1 min 53 s 8 | 12    |
| Ida Schöpfer             | Descente     |              |          |              |          | 1 min 53 s 0 | 10    |
| Madeleine Berthod-Chamot | Descente     |              |          |              |          | 1 min 50 s 7 | 6     |
| Madeleine Berthod-Chamot | Slalom géant |              |          |              |          | Non partante | –     |
| Silvia Glatthard         | Slalom géant |              |          |              |          | 2 min 23 s 1 | 29    |
| Idly Walpoth             | Slalom géant |              |          |              |          | 2 min 20 s 8 | 25    |
| Ida Schöpfer             | Slalom géant |              |          |              |          | 2 min 16 s 6 | 16    |
| Ida Schöpfer             | Slalom       | 1 min 24 s 3 | 34       | Non partante | –        | Non partante | –     |
| Edmée Abetel             | Slalom       | 1 min 13 s9  | 23       | 1 min 14 s 4 | 31       | 2 min 28 s 3 | 25    |
| Olivia Ausoni            | Slalom       | 1 min 07 s 4 | 5        | 1 min 09 s 6 | 16       | 2 min 17 s 0 | 10    |
| Madeleine Berthod-Chamot | Slalom       | 1 min 06 s 7 | 3        | 1 min 08 s 2 | 12       | 2 min 14 s 9 | 6     |

### Bobsleigh
| Traîneau | Athlètes                       | Épreuve    | Manche 1      | Manche 1 | Manche 2      | Manche 2 | Manche 3      | Manche 3 | Manche 4      | Manche 4 | Total         | Total              |
| Traîneau | Athlètes                       | Épreuve    | Temps         | Rang     | Temps         | Rang     | Temps         | Rang     | Temps         | Rang     | Temps         | Rang               |
| -------- | ------------------------------ | ---------- | ------------- | -------- | ------------- | -------- | ------------- | -------- | ------------- | -------- | ------------- | ------------------ |
| SUI-1    | Fritz Feierabend Stephan Waser | Bob à deux | 1 min 22 s 13 | 4        | 1 min 22 s 46 | 4        | 1 min 21 s 67 | 3        | 1 min 21 s 45 | 2        | 5 min 27 s 71 | Médaille de bronze |
| SUI-2    | Felix Endrich Werner Spring    | Bob à deux | 1 min 22 s 14 | 5        | 1 min 22 s 32 | 3        | 1 min 22 s 50 | 4        | 1 min 22 s 19 | 4        | 5 min 29 s 15 | 4                  |

| Traîneau | Athlètes                                                      | Épreuve      | Manche 1      | Manche 1 | Manche 2      | Manche 2 | Manche 3      | Manche 3 | Manche 4      | Manche 4 | Total         | Total              |
| Traîneau | Athlètes                                                      | Épreuve      | Temps         | Rang     | Temps         | Rang     | Temps         | Rang     | Temps         | Rang     | Temps         | Rang               |
| -------- | ------------------------------------------------------------- | ------------ | ------------- | -------- | ------------- | -------- | ------------- | -------- | ------------- | -------- | ------------- | ------------------ |
| SUI-1    | Fritz Feierabend Albert Madörin André Filippini Stephan Waser | Bob à quatre | 1 min 18 s 67 | 4        | 1 min 18 s 08 | 3        | 1 min 17 s 40 | 4        | 1 min 17 s 55 | 2        | 5 min 11 s 70 | Médaille de bronze |
| SUI-2    | Felix Endrich Fritz Stöckli Franz Kapus Werner Spring         | Bob à quatre | 1 min 17 s 75 | 3        | 1 min 19 s 45 | 5        | 1 min 17 s 88 | 5        | 1 min 18 s 90 | 6        | 5 min 13 s 98 | 4                  |

### Ski de fond
| Épreuve | Athlète          | Course        | Course |
| Épreuve | Athlète          | Temps         | Rang   |
| ------- | ---------------- | ------------- | ------ |
| 18 km   | Karl Bricker     | 1 h 12 min 19 | 46     |
| 18 km   | Josef Schnyder   | 1 h 10 min 51 | 37     |
| 18 km   | Walter Lötscher  | 1 h 10 min 45 | 35     |
| 18 km   | Alfred Kronig    | 1 h 10 min 12 | 30     |
| 18 km   | Alfons Supersaxo | 1 h 09 min 38 | 26     |
| 50 km   | Josef Schnyder   | 4 h 18 min 45 | 20     |
| 50 km   | Karl Hischier    | 4 h 13 min 46 | 17     |
| 50 km   | Alfred Roch      | 4 h 09 min 39 | 16     |
| 50 km   | Otto Beyeler     | 4 h 06 min 15 | 15     |

| Athlètes                                                    | Course        | Course |
| Athlètes                                                    | Temps         | Rang   |
| ----------------------------------------------------------- | ------------- | ------ |
| Fritz Kocher Walter Lötscher Alfred Kronig Alfons Supersaxo | 2 h 38 min 00 | 9      |

### Patinage artistique
| Athlète        | Figures imposées | Libre | Points  | Places | Rang |
| -------------- | ---------------- | ----- | ------- | ------ | ---- |
| François Pache | 9                | 11    | 139,922 | 92     | 9    |

| Athlète       | Court | Libre | Points  | Places | Rang |
| ------------- | ----- | ----- | ------- | ------ | ---- |
| Yolande Jobin | 16    | 16    | 132,478 | 151    | 18   |
| Susi Wirz     | 15    | 17    | 135,578 | 136    | 15   |

| Athlètes                          | Points | Places | Rang |
| --------------------------------- | ------ | ------ | ---- |
| Silvia Grandjean Michel Grandjean | 10,300 | 53     | 7    |

### Hockey sur glace
Le tournoi a lieu dans un format de round-robin avec neuf équipes participantes.
| \| Équipe \| Joués \| Gagnés \| Perdus \| Nuls \| Buts pour \| Buts contre \| Pts \| \| -------------------- \| ----- \| ------ \| ------ \| ---- \| --------- \| ----------- \| --- \| \| Canada \| 8 \| 7 \| 0 \| 1 \| 71 \| 14 \| 15 \| \| États-Unis \| 8 \| 6 \| 1 \| 1 \| 43 \| 21 \| 13 \| \| Suède \| 9 \| 7 \| 2 \| 0 \| 53 \| 22 \| 14 \| \| Tchécoslovaquie \| 9 \| 6 \| 3 \| 0 \| 50 \| 23 \| 12 \| \| Suisse (5e) \| 8 \| 4 \| 4 \| 0 \| 40 \| 40 \| 8 \| \| Pologne \| 8 \| 2 \| 5 \| 1 \| 21 \| 56 \| 5 \| \| Finlande \| 8 \| 2 \| 6 \| 0 \| 21 \| 60 \| 4 \| \| Allemagne de l'Ouest \| 8 \| 1 \| 6 \| 1 \| 21 \| 53 \| 3 \| \| Norvège \| 8 \| 0 \| 8 \| 0 \| 15 \| 46 \| 0 \| | - Suisse 12-0 Finlande - Suisse 6-3 Pologne - Norvège 2-7 Suisse - USA 8-2 Suisse - Canada 11-2 Suisse - Tchécoslovaquie 8-3 Suisse - Suisse 5-2 Suisse - Suisse 6-3 Allemagne |        |        |      |           |             |     |
| Équipe | Joués | Gagnés | Perdus | Nuls | Buts pour | Buts contre | Pts |
| Canada | 8 | 7      | 0      | 1    | 71        | 14          | 15  |
| États-Unis | 8 | 6      | 1      | 1    | 43        | 21          | 13  |
| Suède | 9 | 7      | 2      | 0    | 53        | 22          | 14  |
| Tchécoslovaquie | 9 | 6      | 3      | 0    | 50        | 23          | 12  |
| Suisse (5e) | 8 | 4      | 4      | 0    | 40        | 40          | 8   |
| Pologne | 8 | 2      | 5      | 1    | 21        | 56          | 5   |
| Finlande | 8 | 2      | 6      | 0    | 21        | 60          | 4   |
| Allemagne de l'Ouest | 8 | 1      | 6      | 1    | 21        | 53          | 3   |
| Norvège | 8 | 0      | 8      | 0    | 15        | 46          | 0   |

Joueurs :  Hans Bänninger, Gian Bazzi, François Blank, Bixio Celio, Reto Delnon, Walter Paul Dürst, Émile Golaz, Emil Handschin, Paul Hofer, Willy Pfister, Gebhard Poltera, Ulrich Poltera, Otto Schläpfer, Otto Schubiger, Alfred Streun, Hans-Martin Trepp et Paul Wyss

### Combiné nordique
Épreuves:
- Ski de fond pendant 18 km
- saut à ski sur tremplin normal

La partie du ski de fond de l'épreuve est combinée avec l'épreuve principale, cela signifie donc que les athlètes participent ici aux deux disciplines en même temps. Les détails peuvent être retrouvés dans la section ski de fond de cet article.
L'épreuve de saut à ski (tremplin normal) a lieu séparément de l'épreuve principale de saut à ski, les résultats peuvent être retrouvés dans le tableau ci-dessous (les athlètes sont autorisés à faire trois sauts, les deux meilleurs sauts sont comptabilisés et sont montrés ici).
| Athlète          | Épreuve    | Ski de fond | Ski de fond | Saut à ski | Saut à ski | Saut à ski | Saut à ski | Total   | Total |
| Athlète          | Épreuve    | Points      | Rang        | Distance 1 | Distance 2 | Points     | Rang       | Points  | Rang  |
| ---------------- | ---------- | ----------- | ----------- | ---------- | ---------- | ---------- | ---------- | ------- | ----- |
| Alfons Supersaxo | Individuel | 213,696     | 8           | 60,5 m     | 62,5 m     | 201,5      | 9          | 415,196 | 10    |

### Saut à ski
| Athlète          | Épreuve         | Saut 1   | Saut 1 | Saut 1 | Saut 2   | Saut 2 | Saut 2 | Total   | Total |
| Athlète          | Épreuve         | Distance | Points | Rang   | Distance | Points | Rang   | Points  | Rang  |
| ---------------- | --------------- | -------- | ------ | ------ | -------- | ------ | ------ | ------- | ----- |
| Fritz Schneider  | Tremplin normal | 59,5 m   | 96,0   | 27     | 59,5 m   | 93,5   | 30     | 189,5 m | 26    |
| Hans Däscher     | Tremplin normal | 61,0 m   | 98,5   | 22     | 60,0 m   | 100,0  | 17     | 198,5   | 20    |
| Jacques Perreten | Tremplin normal | 61,0 m   | 99,0   | 21     | 59,0 m   | 94,0   | 27     | 193,0   | 23    |
| Andreas Däscher  | Tremplin normal | 62,0 m   | 102,5  | 15     | 61,0 m   | 98,0   | 21     | 200,5   | 16    |

## Sources
- (en) Cet article est partiellement ou en totalité issu de l’article de Wikipédia en anglais intitulé « Switzerland at the 1952 Winter Olympics » (voir la liste des auteurs).